# テラートロン
テラートロン（Terrorcons）は、『戦え!超ロボット生命体トランスフォーマー2010』に登場する架空の部隊。デストロンに所属している。

## 概要
怪獣メカへと変形する。『戦え!超ロボット生命体トランスフォーマー2010』の第23話「ブラック・マネー」より登場。
ライバルのテックボットとは、対照的に全員凶暴な性格をしており、本能的に破壊と攻撃を行う。特に誕生エピソードは描かれていないが、第23話にてシナーツインがクインテッサ星人を「ご主人様」と呼ぶ。また「機先を制すが勝ち」という発言や物資の強奪に回されるなど、作戦を理解できる知恵は持っているようである。

## メンバー
破壊指揮官ハングルー / Hun-gurrr
声 - 城山知馨夫 /HM - 平野正人、大塚芳忠（14話）、龍田直樹（25話） / 英 - マーシャル・エフロン、スティーブン・キーナー
テラートロン部隊のリーダー。双首のドラゴンに変形。音響衝撃銃が武器。食べることが趣味で、「腹減った」などが口癖。片方の頭で食べて消化した物を作り直し、作り直した物を片方の頭から吐き出す能力を持つ。部隊は敵味方を問わず戦うという。オボミナスに合体する際には、胴体に変形する。
テロリスト リッパースナッパー / Rippersnapper
声 - 堀内賢雄 /HM - 沢木郁也 / 英 - ジム・カミングス
鮫型のモンスターに変形。地対空音声誘導型ミサイルとサイクロン銃が武器。高度な生命体、特にサイバトロンに激昂し、地球の生物の匂いを嫌う。暇な時にはよくカットスロートと喧嘩している。オボミナスに合体する際には、左腕に変形する。ただし、ハングルー以外の4人はオボミナスの手足として自由に合体することが可能（スクランブル合体システム）。
追撃兵シナーツイン / Sinnertwin
声 - 西村知道 / HM -  江原正士 / 英 - ジャレッド・バーグレー、デイヴィッド・ワークマン
双頭獣に変形。火炎キャノン砲、ロケット式徹甲用追撃砲弾と火炎ブリーザが武器。虫や小動物におびえる反面、食欲旺盛でハングルーと取り合うこともある。オボミナスに合体する際には、右脚に変形する。
急襲兵カットスロート / Cutthroat
声 - 速水奨 / 英 - トニー・セント・ジェイムズ
怪鳥に変形。2連式磁化器が武器。空中から鋭いくちばしと爪で襲う。オボミナスに合体する際には、左脚に変形する。
火炎歩兵ブット / Blot
声 - 山口健 / 英 - トニー・セント・ジェイムズ
ミュータントに変形。火炎と汚泥銃が武器。無口で、知能が低いながら忠実。オボミナスに合体する際には、右腕に変形する。
合体兵士オボミナス / Abominus
声 - 城山知馨夫 /HM -  平野正人 / 英 - ジム・ゴサ
テラートロン部隊の5体が合体した合体兵士。強大な力を持つが、知力と結合力が弱いという弱点を持っている。特に知力においてはトランスフォーマー史上最低で、テックスペックにおける知力の値は、表記できる最小値である1である。とはいえ、同じテックスペックでは心がなく、感情や意志は殺戮マシンとして必要最低限のものしか持たないとあり、無知であるとは断定できない。武器は音響衝撃銃と肩部・腹部からのレーザー砲。クインテッサ側で使用された時は合体時にタイマーを取り付けられる。
コンピューティコンはオボミナスと1対1で闘った場合の勝率は48.027%と計算し、関節部への衝撃に弱いと分析する。

## その他の作品に登場するテラートロン
『ザ☆ヘッドマスターズ』ではダイノベース駐留部隊として登場。オープニングではロディマスコンボイ、ブレインストーム、ライデンに蹴散らされる。
海外作品『ザ・リバース』では第3話「銀河最大の危機」でセイバートロン星における戦いで姿を見せる。
『トランスフォーマーZ』ではデストロン九大魔将軍の一人、妖獣将軍として装甲ギアを装着して登場する。しかし、これまでの作品に登場したオボミナスと同一の存在であるかは不明である。声は岸野幸正が担当。
『トランスフォーマー スーパーリンク』ではアルファQがユニクロンの力を使って誕生させる戦闘員テラーコンとして登場。
『トランスフォーマープライム』では、ユニクロンの眷属テラーコンとして登場。死亡したトランスフォーマーにユニクロンの血液ダークエネルゴンを植え付けることで生み出され、ダークエネルゴンの力を解して操作することが出来るという設定になっている。また玩具のみのキャラクターとして合体兵士オボミナスも登場しているが、こちらはテラートロンではなく、トランスフォーマーの古代種プレダコンが合体する設定になっている。
『トランスフォーマー/ビースト覚醒』では、スカージが率いる新勢力テラーコンとして登場。同作でもユニクロンの眷属として描かれており、ユニクロンの持つ暗黒エネルギーを与えられたことで通常のトランスフォーマーを凌ぐパワーを誇る。

## コミック版
『テレビマガジン』で連載されたコミックでは第3作目『トランスフォーマー大戦争』の第2話のみ登場、第1話にてガルバトロンが開発を進める。
第2話冒頭でコンピューティコンに苦戦するが、コンピューティコンの止めの一撃をテラートロンに分離して回避。分離したテラ－トロンのコントロール粘着液を発射し、コンピューティコンを一時的に洗脳する。しかし強化型エクセルスーツを着用したスパイクが液を溶かし、防御スプレーを吹いたために洗脳は解け、再び合体する前に敗れる。

## 玩具
テラートロンは、それぞれ「D-79~83」のナンバーを与えられて発売された。単品販売の他にセット販売としてオボミナスが「D-84」で発売されたが、いずれも『2010』放送中には間に合わず、『ザ☆ヘッドマスターズ』放送開始後の1987年7月に発売された。
D-79破壊指揮官ハングルー、D-80テロリスト リッパースナッパー、D-81追撃兵シナーツイン、D-82急襲兵カットスロート、D-83火炎歩兵ブット
ハングルーは玩具オリジナルの基地形態に変形するが、説明書には基地形態に変形することが記載されていなかった。
海外版のリッパースナッパー、シナーツイン、カットスロート、ブットの玩具には塩ビ人形（国内にセブンより発売されたものの流用）が同梱されている。